# Монтемођо (Ђенова)
Монтемођо је насеље у Италији у округу Ђенова, региону Лигурија.
Према процени из 2011. у насељу је живело 47 становника. Насеље се налази на надморској висини од 613 м.